# Nellie Tayloe Ross
Nellie Tayloe Ross (ur. 29 listopada 1876 w St. Joseph, zm. 19 grudnia 1977 w Waszyngtonie) – pierwsza w historii Stanów Zjednoczonych kobieta pełniąca funkcję gubernatora stanu. Córka Jamesa Wynn Tayloe i Elizabeth Blair Green.
W dzieciństwie mieszkała w Missouri, gdzie uczęszczała do prywatnych i publicznych szkół w Kansas i Missouri. Po śmierci jej matki w 1884, razem z trzema braćmi była wychowywana przez ojca. Przez dwa lata uczęszczała do szkoły wyższej, kształcącej nauczycieli, po czym kilka lat pracowała w przedszkolu w Omaha (Nebraska). Podczas wizyty w Dover w stanie Tennessee poznała młodego prawnika, Williama Bradforda Rossa. Para pobrała się 11 września 1902, po czym przeprowadziła się do Cheyenne. Mąż Nellie Ross odnosił tam spore sukcesy zawodowe i szybko stał się jednym z liderów Partii Demokratycznej w stanie. Kilkakrotnie startował w wyborach na gubernatora, lecz zawsze przegrywał z republikanami, posiadającymi silną pozycję. W końcu w 1922 roku został wybrany przez radykalnych wyborców stanu Wyoming na gubernatora. Po półtora roku pełnienia tego urzędu zmarł w wyniku powikłań po operacji usunięcia wyrostka. Po śmierci męża, Partia Demokratyczna nominowała wdowę Ross do ubiegania się o stanowisko gubernatora w kolejnych wyborach.
4 listopada została wybrana na stanowisko gubernatora stanu Wyoming, a swój urząd objęła oficjalnie 5 stycznia 1925. Stała się tym samym pierwszą kobietą – gubernator w historii USA, wyprzedzając o 16 dni Miriam Ferguson, która została gubernatorem Teksasu. Nellie Ross kontynuowała politykę swojego męża – poprzednika, polegającą m.in. na zmniejszaniu podatków, wsparciu najbiedniejszych rolników przez rząd, reformie banków oraz poprawieniu prawnej ochrony dzieci, kobiet i górników. Zachęcała mieszkańców Wyoming do przyjęcia, będącej w trakcie przygotowywania, poprawki, zakazującej pracy dzieci. Podobnie jak jej mąż, popierała zaostrzenie prohibicji alkoholowej.
W 1926 ubiegała się o reelekcję, lecz poniosła ogromną klęskę. Ross obwiniała o nią swoją partię, która odmówiła poprowadzenia kampanii z powodu jej poparcia dla prohibicji. Pomimo to, pozostała aktywna w Partii Demokratycznej i zaangażowała się w kampanię prezydencką Ala Smitha w 1928. Pełniła także urząd wiceprzewodniczącego Partii Demokratycznej.
3 maja 1933 została wyznaczona przez prezydenta Franklina D. Roosevelta na stanowisko dyrektora amerykańskiej mennicy państwowej. Funkcję tę pełniła przez pięć kadencji do roku 1953, będąc pierwszą w historii Stanów Zjednoczonych kobietą zajmującą tę posadę. Po wycofaniu się ze świata polityki pisała artykuły do różnych magazynów kobiecych i podróżowała po USA. Swoją ostatnią podróż do Wyoming odbyła w roku 1972 w wieku 96 lat. Zmarła w Waszyngtonie, mając 101 lat. Pochowana została w rodzinnej kwaterze grobowej na cmentarzu Lakeview w Cheyenne.